# 索拉纳比奇
索拉纳比奇（直译：「索拉纳海滩」）是美国加利福尼亚州圣迭戈县下属的一座城市。建市于1986年7月1日，面积大约为3.52平方英里（9.1平方公里）。根据2010年美国人口普查，该市有人口12,867人。